# علي أباد (ماهرو)
علی أباد (بالفارسية: علی‌آباد) هي قرية تقع في إيران في قسم ماهرو الریفي. يقدر عدد سكانها بـ 27 نسمة .